# Fondo (stacja metra)
Fondo – stacja metra w Barcelonie, na linii 1 i linii 9. Stacja została otwarta w 1992.